# Karl Scotti
Karl Scotti (3. března 1862 Vídeň – 7. února 1927 Villach) byl rakousko-uherský generál a vojevůdce z první světové války. Do c. k. armády vstoupil jako absolvent kadetní školy v roce 1879, vystřídal službu u různých posádek a působil jako štábní důstojník. Na začátku první světové války se vyznamenal jako divizní velitel na východní frontě, poté velel větším vojenským uskupením v Itálii. V roce 1917 dosáhl hodnosti generála pěchoty a na italské frontě bojoval do konečné porážky rakousko-uherské armády na podzim roku 1918. Po rozpadu monarchie byl penzionován a od té doby žil v soukromí ve Villachu.

## Životopis

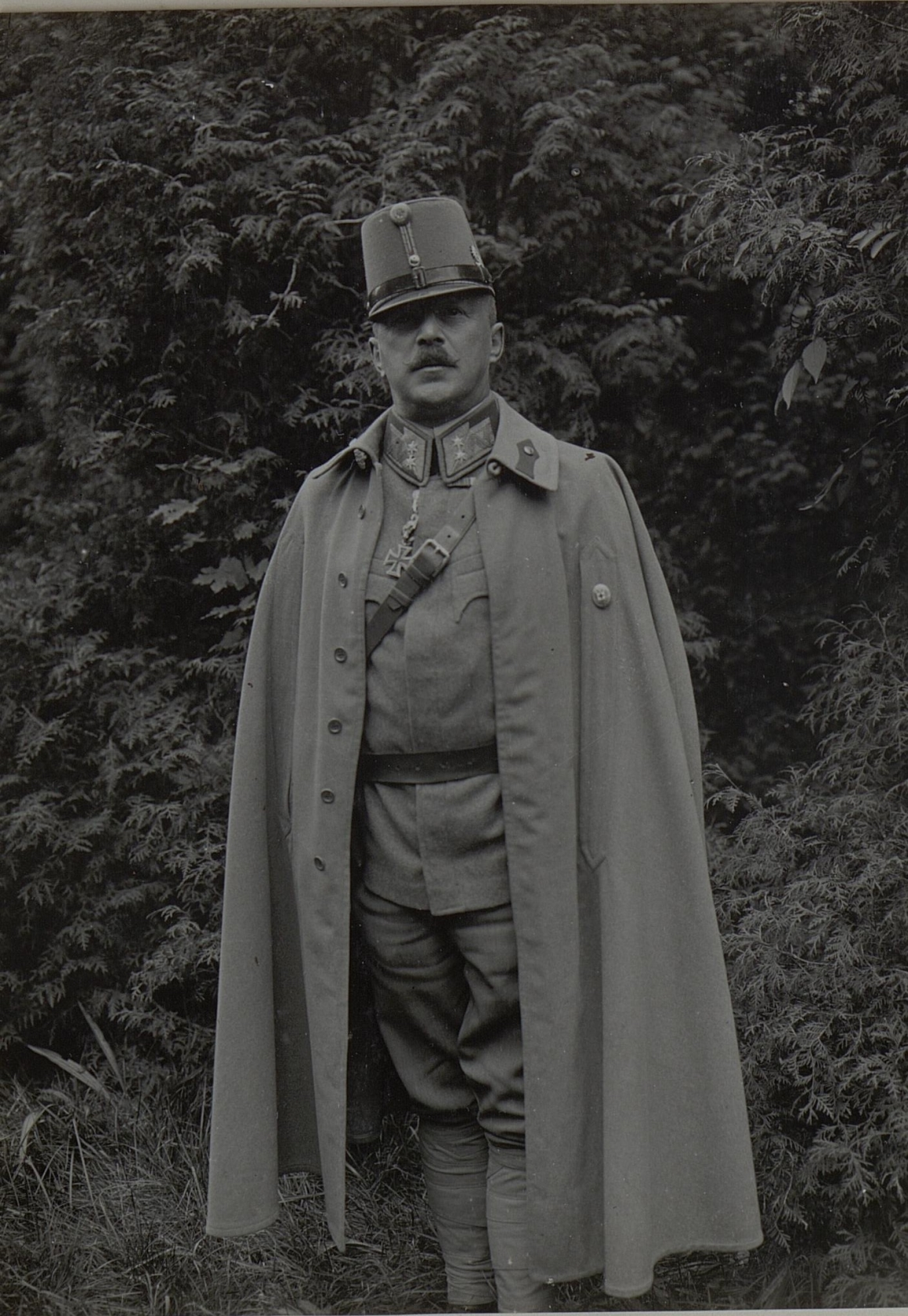
Karl Scotti jako polní podmaršál za první světové války

Pocházel z Vídně, kde také získal první vojenské vzdělání na kadetní škole (1878–1880). Do armády vstoupil v roce 1879 jako poručík a sloužil u 1. pěšího pluku ve Vídni, poté vystřídal několik dalších posádek (Štýrský Hradec, Tarvisio, Maribor) a v letech 1887–1889 studoval na Válečné škole (K.u.k. Kriegschule) ve Vídni. Mezitím byl povýšen na nadporučíka (1888) a poté sloužil v Bosně a Hercegovině, mimo jiné v Mostaru. V letech 1891–1893 působil v Salzburgu, poté byl přeložen opět do Vídně, kde byl štábním důstojníkem. V roce 1898 byl povýšen na majora a po krátké službě u 9. pěší divize v Praze převzal funkci operačního důstojníka u generálního štábu (1899–1904). Postupoval v hodnostech (podplukovník 1902, plukovník 1905), krátce byl velitelem praporu v Klagenfurtu a v letech 1906–1911 šéfem štábu 3. armádního sboru ve Štýrském Hradci.
V roce 1911 byl povýšen na generálmajora a stal se velitelem 56. pěší brigády v Gorici, na jaře 1914 byl jmenován velitelem 5. pěší divize v Olomouci. K datu 1. srpna 1914 obdržel hodnost polního podmaršála a se svou divizí byl povolán na východní frontu v rámci 1. armády Viktora Dankla. Bojoval v bitvě u Krašniku, ale v listopadu 1914 kvůli nemoci svůj post opustil, od února 1915 zastával funkci velitele v Prešpurku. V květnu 1915 byl znovu povolán na frontu a byl náčelníkem štábu Rohrovy armádní skupiny. Od června 1916 byl velitelem 10. armády, na jaře 1917 byl přeložen do Itálie jako velitel 15. armádního sboru a s ním se zúčastnil bojů na Soči a bitvy u Caporetta. K datu 1. listopadu 1917 byl povýšen do hodnosti generála pěchoty, v čele 15. armádního sboru setrval až do konečné porážky rakousko-uherské armády v bitvě u Vittorio Veneta.
K datu 1. ledna 1919 byl v armádě penzionován a od té doby žil v soukromí. Usadil se ve Villachu, kde získal čestné občanství a také zde zemřel.

## Řády a vyznamenání
Během vojenské služby obdržel řadu vyznamenání v Rakousku-Uhersku, ale i ve spojeneckém Německu.

### Rakousko-Uhersko
- Jubilejní pamětní medaile (1898)
- Vojenská záslužná medaile (1898)
- Vojenský záslužný kříž III. třídy (1904)
- Vojenský jubilejní kříž (1908)
- Řád železné koruny III. třídy (1908)
- rytíř Leopoldova řádu (1911)
- Řád železné koruny II. třídy s válečnou dekorací (1914)
- Vojenský záslužný kříž II. třídy s válečnou dekorací (1915)
- komtur Leopoldova řádu s válečnou dekorací (1916)
- Řád železné koruny I. třídy s válečnou dekorací (1917)
- Leopoldův řád I. třídy s válečnou dekorací (1917)

### Zahraničí
- Řád koruny III. třídy (Prusko, 1895)
- Řád červené orlice II. třídy (Prusko, 1908)
- rytíř Řádu Albrechtova (Sasko, 1908)
- Železný kříž II. třídy (Německo, 1915)
- Železný kříž I. třídy (Německo, 1918)